# Gazzi
Gazzi is een Italiaans historisch merk van motorfietsen.
De bedrijfsnaam was: Officine Meccaniche Gazzi, Milano.
Toen Gazzi in 1929 begon met de productie van haar sportieve 174cc-motorfietsjes met kopklepmotor profiteerde men van de grote populariteit van de 175cc-categorie in Italië. Er werden zelfs langeafstandsraces gehouden met deze machines, die daarvoor vrijwel standaard moesten blijven. Toch was de tijd door de Grote Depressie niet gunstig en al in 1932 moest de productie worden beëindigd.